# 秦南郡
秦南郡，中国南北朝时设置的郡。
南梁置，治所在今湖北省宜城市北。属宛州。辖境相当今湖北省宜城市汉水以南部分区域。北周废。